# 怀仁站
怀仁站位于中华人民共和国山西省朔州市怀仁市云中街道，是同蒲铁路上的火车站，建于1939年，由中国铁路太原局集团朔州车务段管辖。

## 歷史
- 建于1939年。

## 业务办理
此站办理货运整车到发，危险货物仅办理化肥，农药到发，而客运则办理乘客乘降以及行李，包裹托运业务。

## 車站周邊
- 怀仁市实验小学
- 中国邮政储蓄银行云州西街营业所
- 怀仁市住房保障和城乡建设管理局
- 中国农业银行怀仁大西街分理处
- 怀仁市中医院
- 中国工商银行大西街支行
- 中国农业银行新华街分理处
- 中国农业银行朔州怀仁支行
- 新天地购物广场
- 中国移动农贸市场城市便捷店
- 中国工商银行怀仁支行营业部
- 山西省怀仁市质量技术监督局
- 中国信合新建路信用社
- 怀仁市烟草专卖局
- 中国联通山西通信怀西街营业厅

## 外部連結
- 中国铁路客户服务中心 （页面存档备份，存于）